# SAMBA de GO 〜HIROMI GO Latin Song Collection〜
『SAMBA de GO 〜HIROMI GO Latin Song Collection〜』（サンバ・デ・ゴー・ヒロミ・ゴー・ラテン・ソング・コレクション）は、日本の歌手・郷ひろみが2007年8月8日にSony Recordsから発売した7枚目のコンピレーション・アルバム。

## 内容
ミニ・アルバムである前作『Winter Mood』から約9ヶ月ぶり、コンピレーション・アルバムとしては『THE GOLDSINGER』（1999年）から約8年ぶりの作品。
本作は、郷がこれまでに発表してきた作品のなかから、新録音を含むラテン調の楽曲を厳選して収録。
初回生産限定盤と通常盤の2形態で発売され、初回生産限定盤には特典として「Boom Boom Boom」のミュージック・ビデオを収録したDVDが同梱された。

## 収録曲
1. Boom Boom Boom
作詞・作曲：カイク・サンタンデール
日本語詞：森雪之丞
編曲：真崎修
両A面からなる88thシングル表題曲の1曲目。
2. お嫁サンバ 2007 New Vocal Heat Ver.
作詞：三浦徳子
作曲：小杉保夫
編曲：田中直樹
ミキシング：橋本仁司
3. Wブッキング〜LA CHICA DE CUBA〜 (Remix)
作詞・作曲：フィリップ・ラビル、ブリス・ホムス、パトリック・ルメートル
日本語詞：秋元康
編曲：DJ TAKI-SHIT
リミックス：3rd Productions
4. No More Lovers
作詞：南風沙子
作曲：オズニー・メロ
編曲：難波正司・トライフォース
5. Summer Samba
作詞：南風沙子
作曲：オズニー・メロ
編曲：難波正司・トライフォース
6. セクシー・ユー（モンロー・ウォーク） 2007 New Vocal VINGT ANS Ver.
作詞：来生えつこ
作曲：南佳孝
編曲：難波正司
ミキシング：橋本仁司
7. GOLDFINGER 2001
作詞・作曲：ドラコ・ロサ、デズモンド・チャイルド
日本語詞：康珍化
編曲：田中直樹
8. 太陽がそうさせた〜Misty Lady〜
作詞：澤地隆
作曲：横山輝一
編曲：林有三
ミキシング：橋本仁司
9. Boom Boom Boom (Fickle Remix)
作詞・作曲：カイク・サンタンデール
日本語詞：森雪之丞
リミックス：DJ U-ICHI
ミキシング：狩野佑次
両A面からなる88thシングルの表題1曲目のリミックスバージョン。
10. お嫁サンバ 2007 New Vocal Heat Ver.〜Instrumental〜
作曲：小杉保夫
編曲：田中直樹
ミキシング：橋本仁司
ボーナス・トラック。
本作2曲目のインストゥルメンタル・バージョン。
11. Wブッキング〜LA CHICA DE CUBA〜 (Remix)〜Instrumental〜
作曲：フィリップ・ラビル、ブリス・ホムス、パトリック・ルメートル
編曲：DJ TAKI-SHIT
リミックス：3rd Productions
ボーナス・トラック。
本作3曲目のインストゥルメンタル・バージョン。
12. GOLDFINGER 2001〜Instrumental〜
作曲：ドラコ・ロサ、デズモンド・チャイルド
編曲：田中直樹
ボーナス・トラック。
本作7曲目のインストゥルメンタルバージョン。
13. Boom Boom Boom〜Instrumental〜
作曲：カイク・サンタンデール
編曲：真崎修
ボーナス・トラック。
本作1曲目のインストゥルメンタル・バージョン。
14. Boom Boom Boom (Fickle Remix)〜Instrumental〜
作曲：カイク・サンタンデール
リミックス：DJ U-ICHI
ボーナス・トラック。
本作9曲目のインストゥルメンタル・バージョン。

## 参加ミュージシャン
- 郷ひろみ：Vocal (#1-9)

Additional Musicians
- DJ TAKI-SHIT：Programmed (#3)
- 狩野佑次：Programming (#9)